# كارلوتا غودن
كارلوتا غودن (بالإسبانية: Carlota Gooden) هي عداءة سريعة بنمية، ولدت في 7 يونيو 1936 في مدينة بنما في بنما.

## وصلات خارجية
- كارلوتا غودن على موقع الاتحاد الدولي لألعاب القوى (الإنجليزية)
- كارلوتا غودن على موقع اللجنة الأولمبية الدولية (الإنجليزية)
- كارلوتا غودن على موقع أوليمبيديا (الإنجليزية)